# سوزان کلمنت

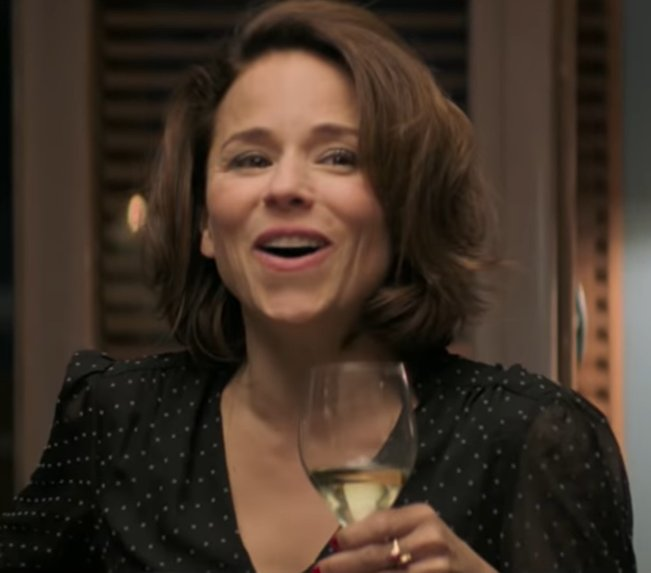
فردی شاد و فان است

سوزان کلمان (به فرانسوی: Suzanne Clément؛ زادهٔ ۱۲ مهٔ ۱۹۶۹) یک هنرپیشه اهل کانادا است.
از فیلم‌ها یا برنامه‌های تلویزیونی که وی در آن نقش داشته‌است می‌توان به من مادرم را کشتم، به‌هرحال لارنس، مامان، بسته خانوادگی و پرندگان زندان اشاره کرد.